# Japan Basketball League
Die Japan Basketball League (jap. バスケットボール日本リーグ機構, Basuketto bōru nihon rīgu kikō), kurz JBL ist eine japanische Basketballliga. Sie wird von der Japan Basketball Association (JABBA) ausgerichtet. Die Teams bestehen hauptsächlich aus Firmenmannschaften. Aus diesem Grund hat sich 2005 die Konkurrenzliga bj league formiert. Parallel gibt es für Frauen die Women’s Japan Basketball League (WJBL).